# Cadeau d'entreprise
Un cadeau d’entreprise (ou cadeau d’affaire) est un cadeau, généralement un objet ou un service, qu’une entreprise offre à ses clients, partenaires, collaborateurs ou encore ses employés lors d’événements spéciaux (anniversaire de sociétés, conférences, salons, célébration de nouveaux partenariats…) en guise de remerciement.
Offrir des cadeaux d’entreprise à vos collaborateurs est bien plus qu’un simple geste de courtoisie. C’est une manière concrète de reconnaître leur engagement et leurs efforts au sein de l’entreprise. En valorisant leur travail, vous renforcez leur sentiment d’appartenance et leur attachement à la culture de l’entreprise.
Ces attentions jouent un rôle clé dans l’amélioration du climat de travail. Un collaborateur qui se sent reconnu et apprécié sera plus motivé, ce qui aura un impact direct sur sa productivité et son implication. En créant une atmosphère positive, vous favorisez également la cohésion entre les équipes et stimulez un esprit de collaboration plus fort.
De plus, les cadeaux d’entreprise contribuent à la fidélisation des talents. Dans un marché du travail compétitif, il est essentiel de mettre en place des actions pour retenir ses meilleurs éléments. Un collaborateur qui se sent valorisé aura moins de raisons de chercher des opportunités ailleurs et restera engagé sur le long terme.
Enfin, ces cadeaux peuvent aussi être un excellent moyen de marquer des événements importants, tels que des anniversaires professionnels, des fêtes de fin d’année ou des réussites collectives. Ils renforcent ainsi la culture d’entreprise et instaurent une dynamique de reconnaissance et de bien-être au sein des équipes.

## Historique
Les cadeaux d’affaire existent depuis les premiers échanges commerciaux, sous la forme de spécialités culinaires, de poteries, d’objets de toutes sortes qui consolidaient les liens entre les différentes nations.
Une évolution certaine de la société depuis cette époque, a amené les entreprises à offrir des objets en accords avec leur temps.
Depuis ces cinquante dernières années les cadeaux d’entreprise prennent souvent la forme de porte-clés, paniers garnis, stylos, textiles. Tous ces objets que l'on accumule à l'occasion d'un geste commercial, ou d'une campagne publicitaire tendent aujourd’hui à être supplantés par de nouvelles innovations. De nouveaux cadeaux font aujourd’hui leur apparition sur le marché.
Pour rester dans l’air du temps, la vulgarisation de l’utilisation de l’informatique ainsi que l’arrivée d’Internet, permet d’élargir la palette de cadeaux à de nouveaux choix de gadgets, souris (informatique), webcam, claviers, clé USB et d’objets geek de toutes sortes.
Le monde du cadeau d'affaire se tourne désormais de plus en plus vers un aspect expérientiel avec des solutions comme les box de loisirs (Wonderbox, Smartbox et Dakotabox) ou bien vers des opérateurs culturel (le cinéma avec CinéChèque ou la restauration avec Restopolitain).

## Chiffres sur les cadeaux d'entreprise
Tous les ans, une étude du marché du cadeau d'affaires est réalisée par OMYAGUE, le salon du cadeau d'affaires d'exception. Cette étude, réalisée auprès de professionnels du marché, permet de mieux comprendre les enjeux et tendances du cadeau d'affaires.
On peut retenir pour l'année 2017 :
- Le prix, l’utilité, la qualité, l’adéquation avec les goûts du destinataire et le prestige du produit restent les principaux critères d’achat, tout comme le made in France.
- Même si on observe une grande diversité de produits dédiées au secteur du cadeau d'affaires, certains produits phares restent incontournables et gardent la même tendance d'année en année (champagnes, produits gastronomiques, accessoires de bureau).